# Tesee

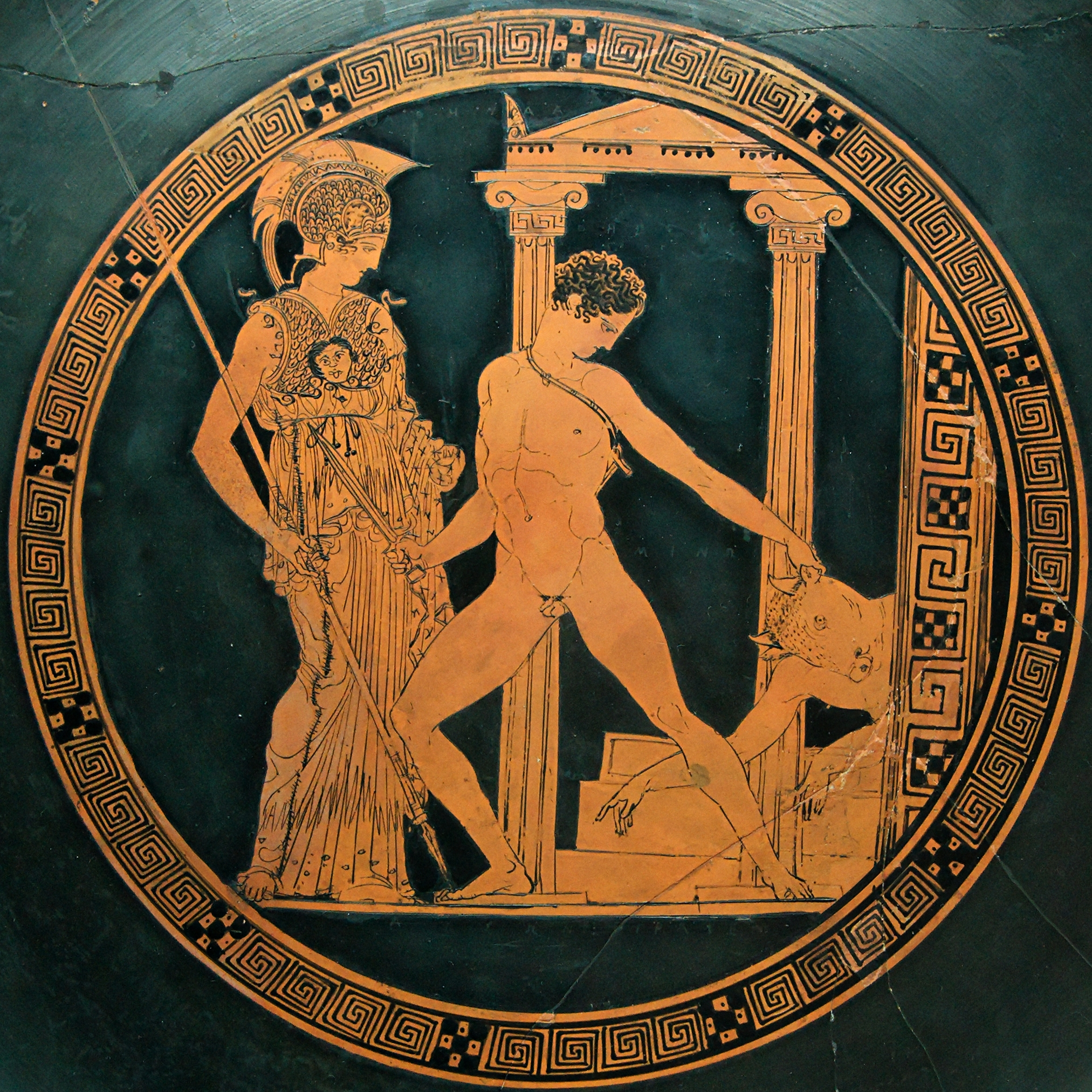
Interno di una kylix (κύλιξ; "coppa") risalente al V secolo a.C. (Museo archeologico nazionale di Madrid). Teseo fronteggia il Minotauro sconfitto, alla sua sinistra lo osserva la dea Atena, divinità poliade della città di Atene.

Le Tesee (in greco antico: θησεῖα?, Theséia) erano feste dell'antica Atene celebrate in onore di Teseo durante il mese di pianepsione.

## Descrizione
Le Tesee erano festività antiche che acquisirono particolare importanza a partire dal 475 a.C. quando Cimone rimpatriò i presunti resti dell'eroe da Sciro ad Atene per via di una predica dell'oracolo di Delfi. Queste festività consistevano in agoni di lotta e di corse di cavalli e, infine, in un grande sacrificio a beneficio soprattutto dei cittadini più poveri.
Le feste prevedevano anche un banchetto sacrificiale per i cittadini meno abbienti.